# Cantinoa americana
Espèce
Synonymes
- Hyptis americana (Aubl.) Urb.
- Hyptis gonocephala Wright ex Griseb.
- Hyptis lophantha Mart. ex Benth.
- Hyptis madagscariensis Bojer
- Hyptis spicigera Lam.
- Hyptis subverticillata Andersson
- Mesosphaerum gonocephalum (Wright ex Griseb.) Kuntze
- Mesosphaerum lophanthum (Mart. ex Benth.) Kuntze
- Mesosphaerum spicigerum (Lam.) Kuntze
- Mesosphaerum subverticillatum (Andersson) Kuntze
- Nepeta americana Aubl. - Basionyme[1]

Cantinoa americana est une espèce de plantes à fleurs de la famille des Lamiaceae (famille des menthes). C'est une plante herbacée, adventice, pantropicale, d'origine néotropicale. 

## Histoire naturelle
En 1775, le botaniste Aublet propose la diagnose suivante : 
« NEPETA {Americana) foliis ſerratis, ovato-acutis ; ſpicis imbricacis, acuminatis. Burm. Amer.pag. 155. lib. 1 61. f. 2. 

Meliſſa ſpicata, lavandulam ſpirans, feu Lavandulæ odore minor. Plum. Cat. p. 6. »

« Cette plante croît dans les ſentiers & les champs incultes. »

— Fusée-Aublet, 1775.